# 陈光金
陈光金（1962年5月—），男，湖南醴陵人，中国社会学家，现任中国社会科学院社会学研究所所长、中国社会学会会长。